# Euphorbia candelabrum
Euphorbia candelabrum är en törelväxtart som beskrevs av Tremaux och Karl Theodor Kotschy. Euphorbia candelabrum ingår i släktet törlar, och familjen törelväxter.

## Underarter
Arten delas in i följande underarter:
- E. c. bilocularis
- E. c. candelabrum

## Bildgalleri

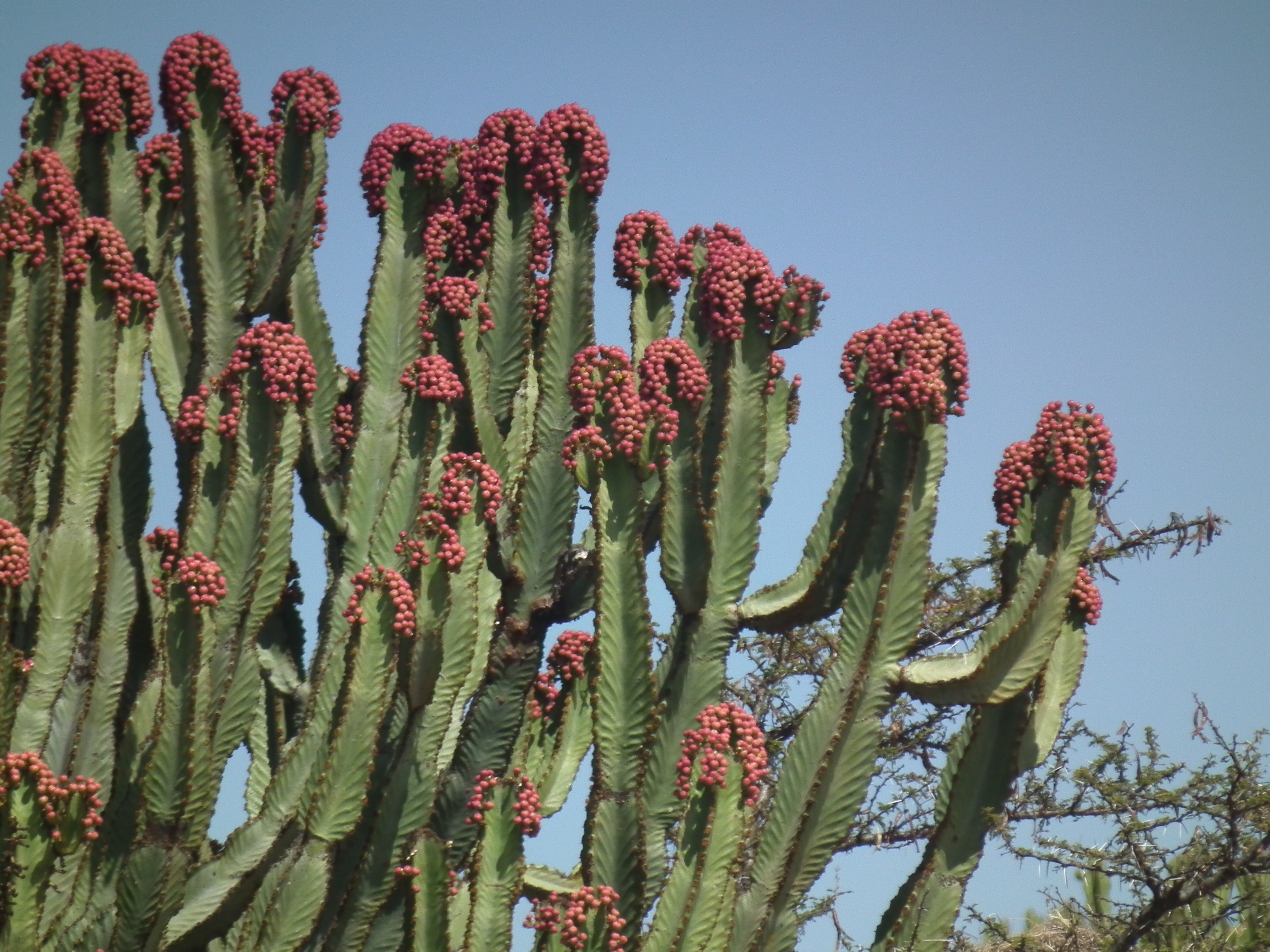
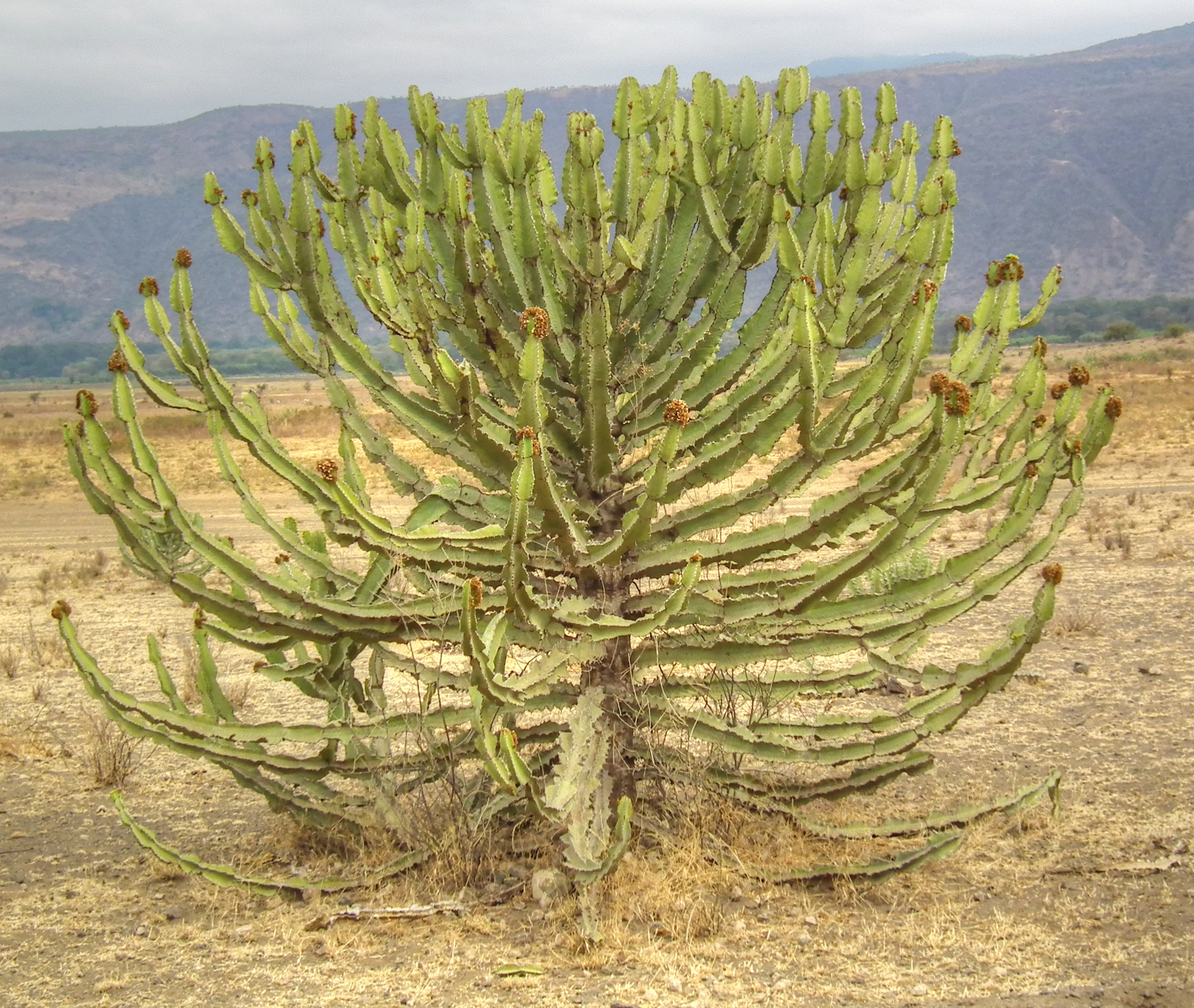
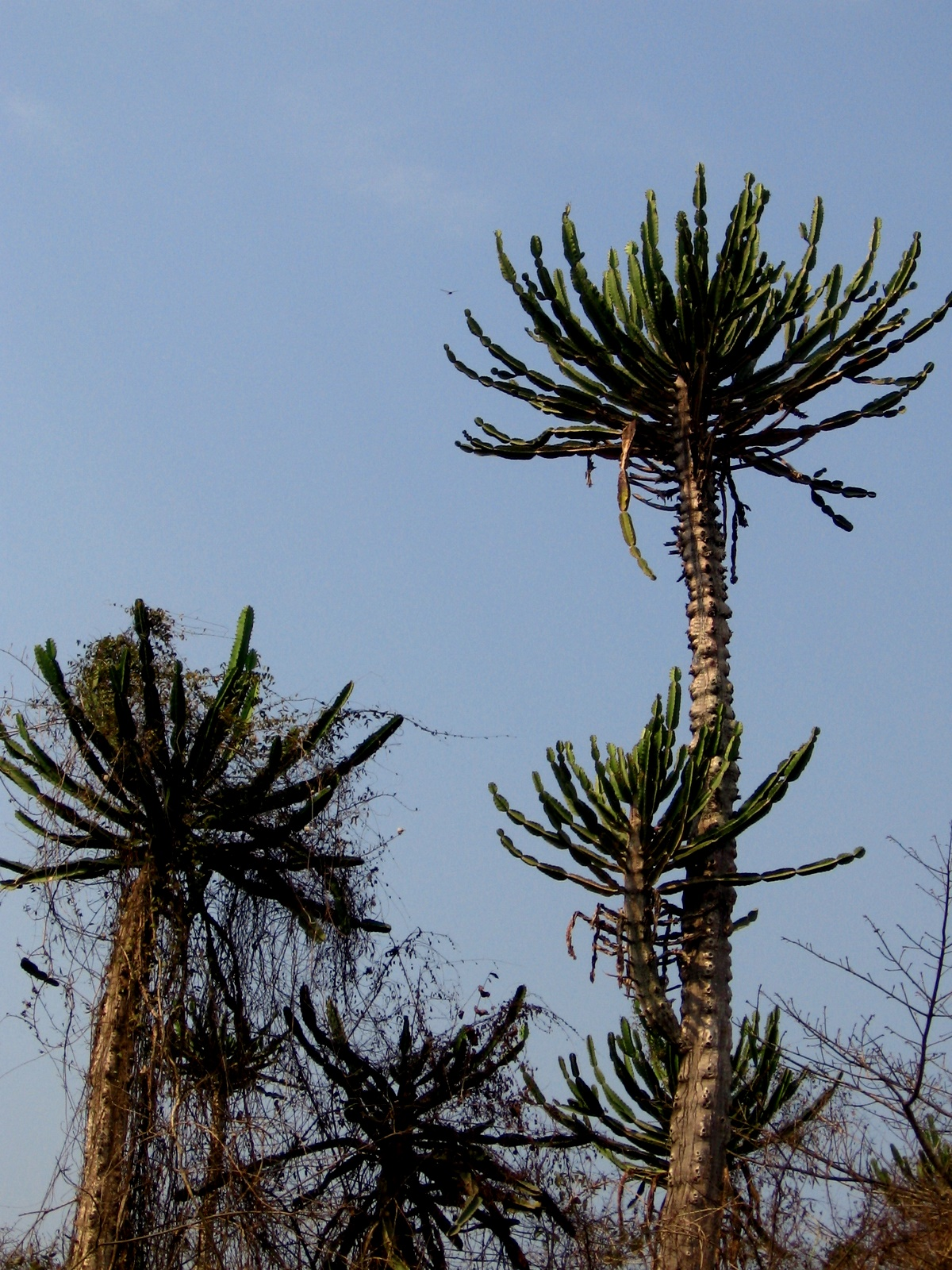
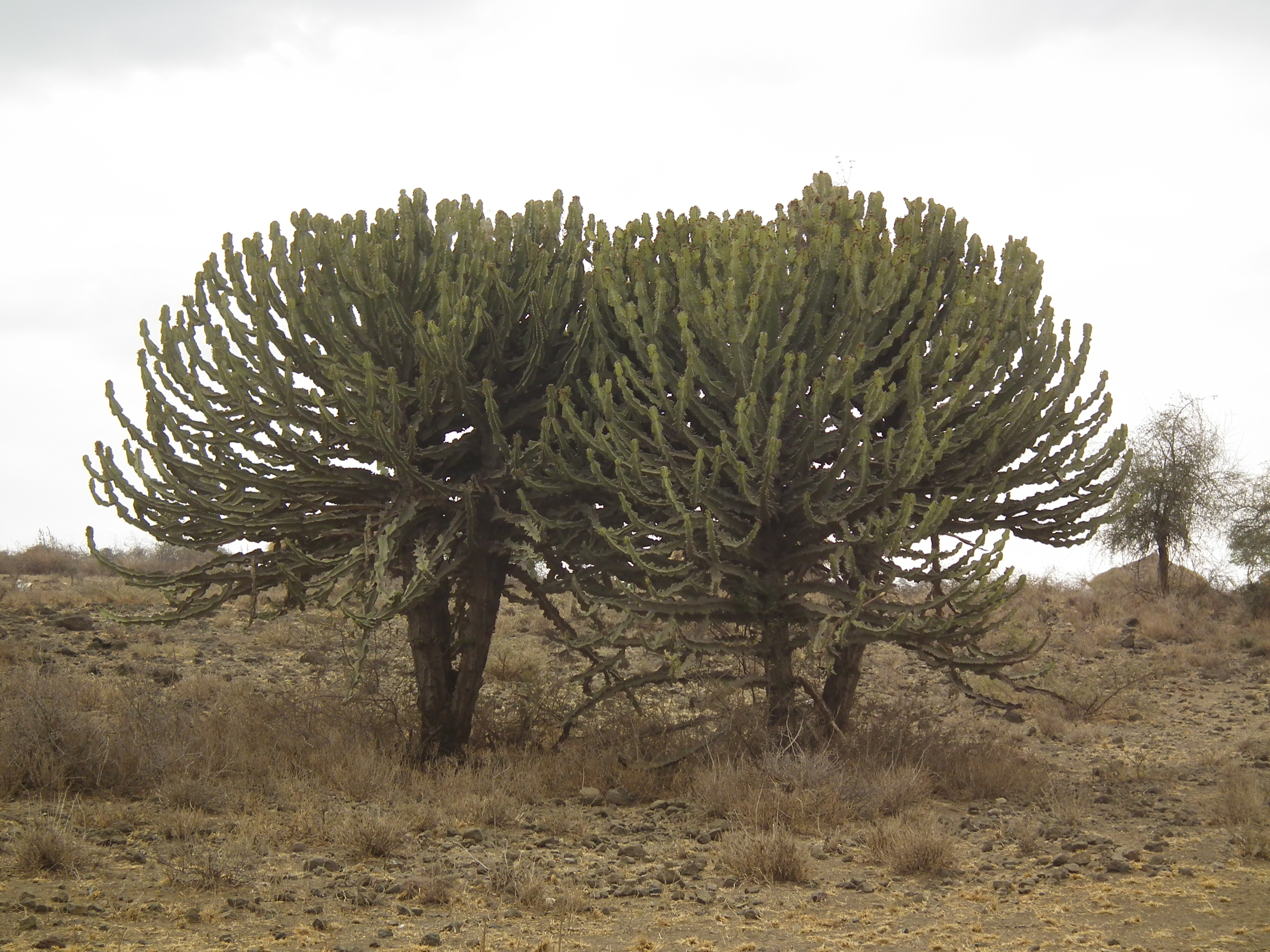
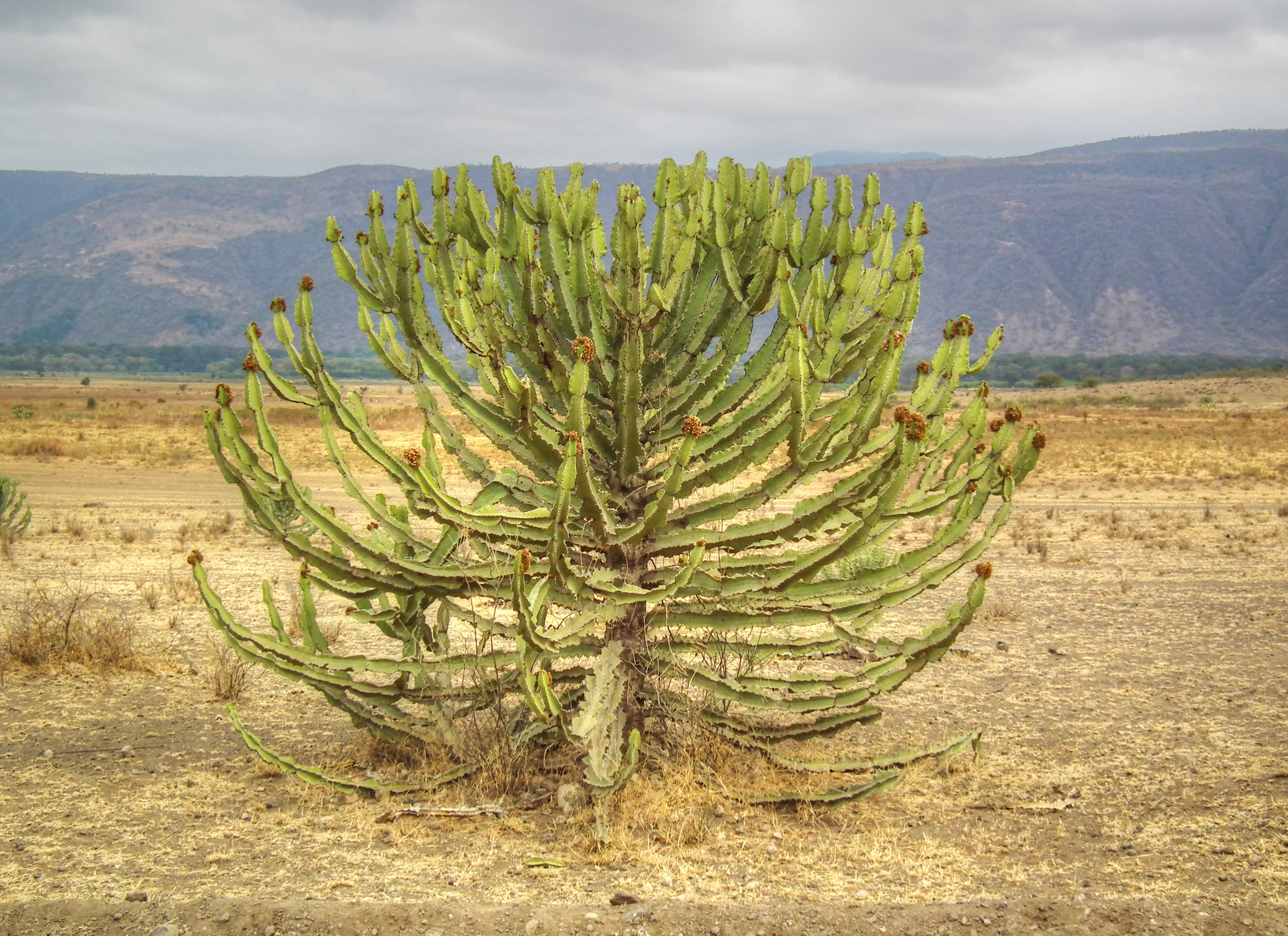
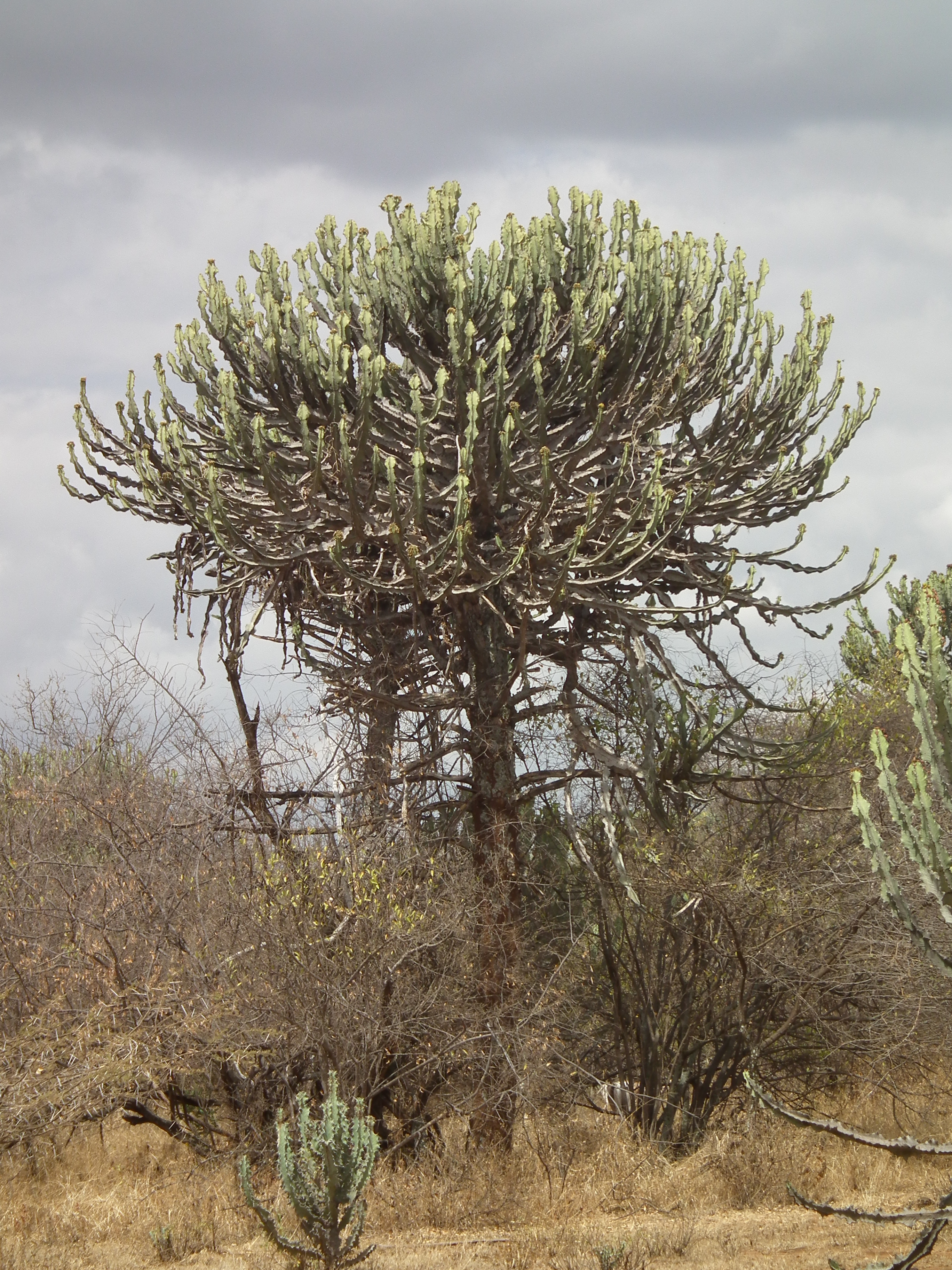
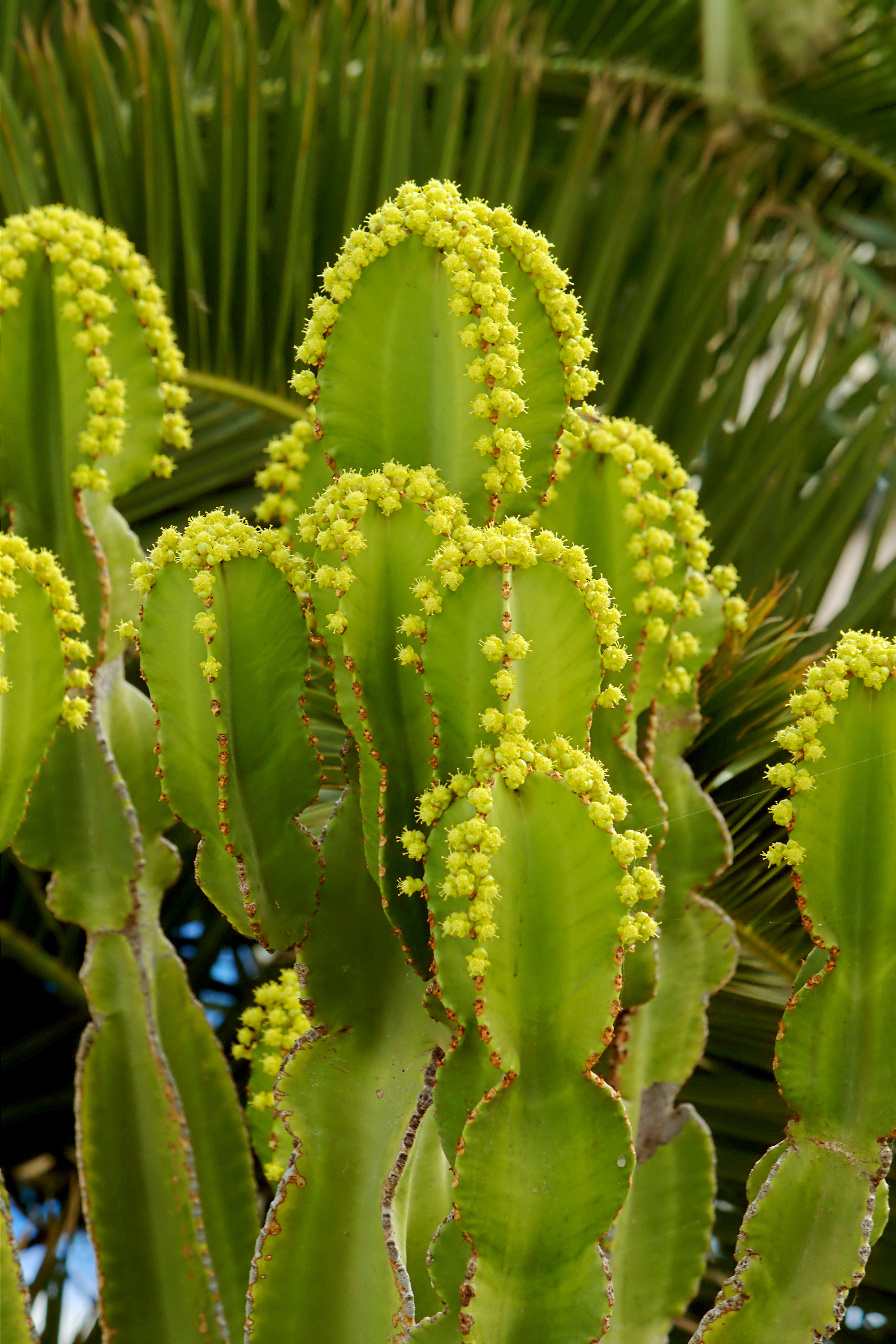
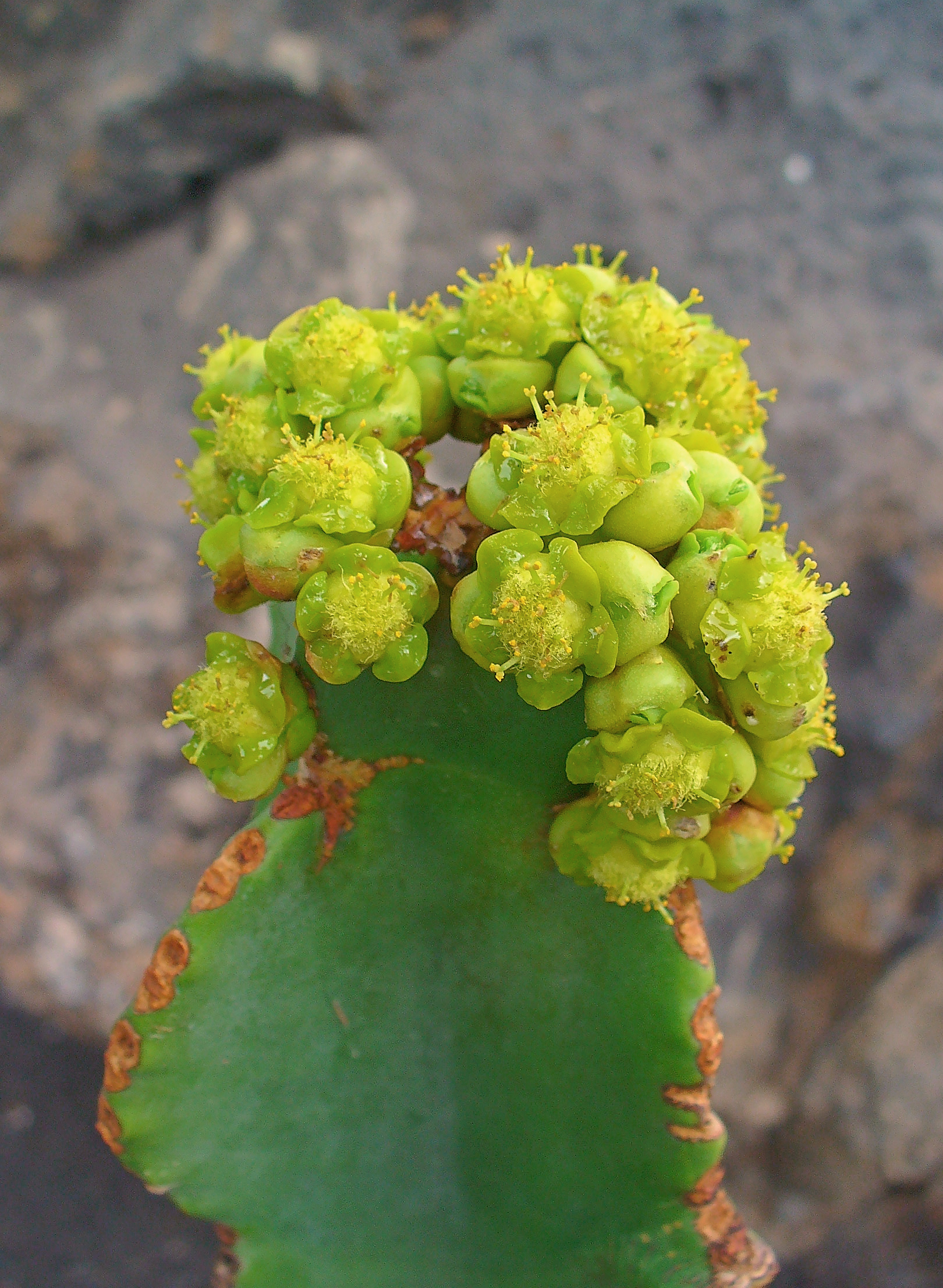
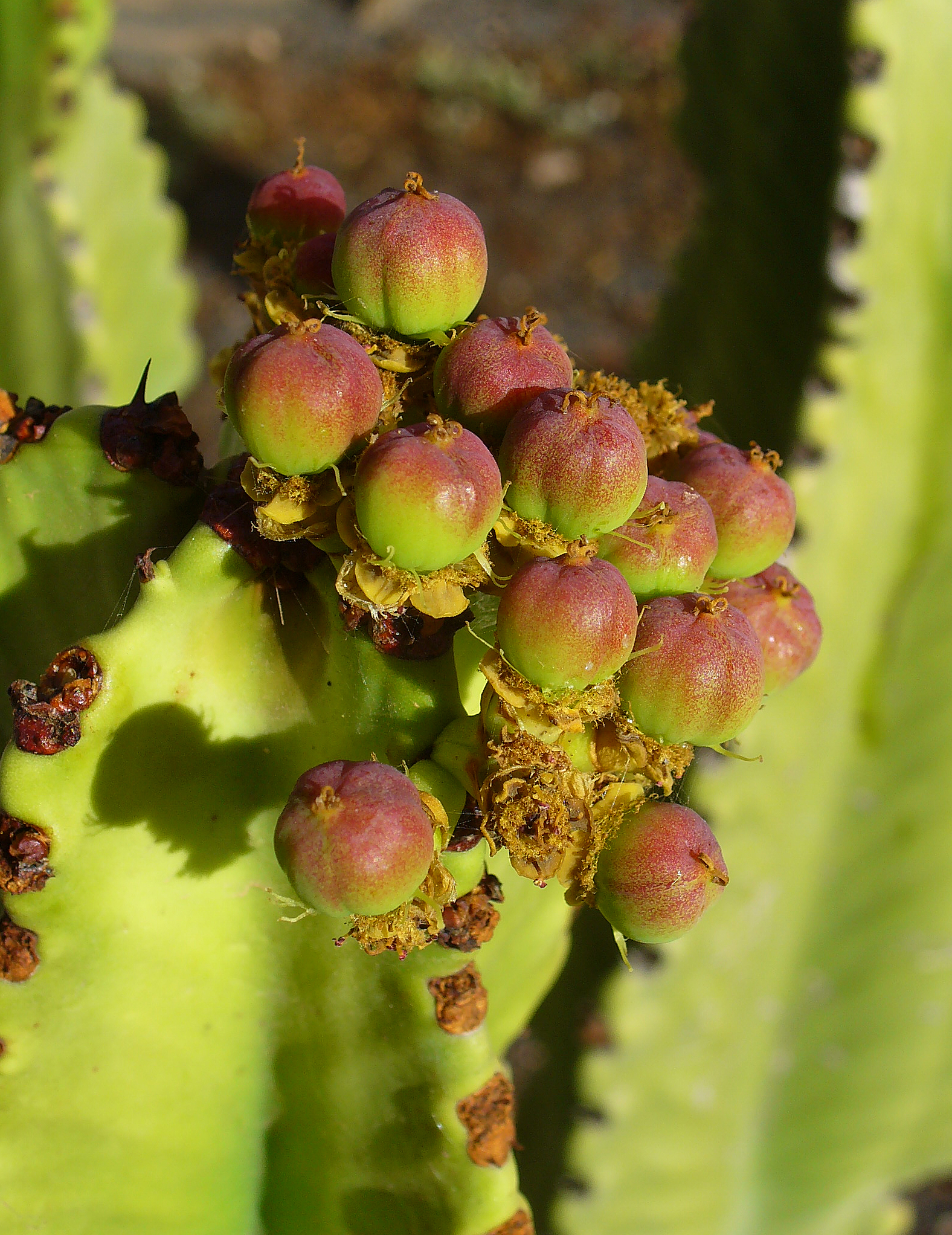